# Filipendula lobata
Filipendula lobata là loài thực vật có hoa trong họ Hoa hồng. Loài này được (Gronov. ex Jacq.) Maxim. mô tả khoa học đầu tiên năm 1879.